# Githopsis diffusa
Githopsis diffusa är en klockväxtart som beskrevs av Asa Gray. Githopsis diffusa ingår i släktet Githopsis och familjen klockväxter.

## Underarter
Arten delas in i följande underarter:
- G. d. candida
- G. d. diffusa
- G. d. filicaulis
- G. d. guadalupensis
- G. d. robusta